# Dr. Dolittle 5: Creaturi de milioane
Dr. Dolittle 5: Creaturi de milioane sau Doctor Dolittle 5 (titlu original: Dr. Dolittle: Million Dollar Mutts) este un film american de comedie pentru copii din 2009 regizat de Alex Zamm; cu Kyla Pratt și Norm Macdonald în rolurile principale. A fost lansat la 19 mai 2009 și, la fel ca și predecesorul său, Dr. Dolittle 4 (Dr. Dolittle: Tail to the Chief) (2008), a fost lansat direct pe DVD.
Este al cincilea și ultimul film din seria de filme Dr. Dolittle; înainte de re-startul seriei din 2020 și este ultimul film despre Dr. Dolittle care va fi distribuit de 20th Century Fox și al treilea film al seriei în care nu apare Eddie Murphy ca Doctor Dolittle sau Raven-Symoné în rolul Charisse Dolittle, deși sunt menționați în film. Pratt și MacDonald sunt singurii membri ai distribuției care au apărut în toate cele cinci filme.

## Prezentare
Maya Dolittle (Kyla Pratt) crede că nu trebuie să învețe 7 ani la facultate pentru a fi veterinară pentru că poate vorbi cu animalele. În timp ce se plimbă cu câinele Lucky (vocea lui Norm MacDonald), ea ajută o pisică dintr-un copac vorbind cu ea. Ea este surprinsă vorbind cu animalele de Tiffany Monaco (Tegan Moss), o vedetă de la Hollywood, care o duce în L.A. pentru a-i ajuta cățelușul, care se dovedește a fi mascul. Curând, Maya și Tiffany au început să aibă propria lor emisiune, The Animal Talkers. Maya îl întâlnește și pe Brandon Booker (Brandon Jay McLaren), de care este amorezată. Maya descoperă curând că emisiune nu este pentru a ajuta animalele și se întoarce acasă pentru a învăța să devină veterinar.  

## Distribuție
- Kyla Pratt - Maya Dolittle
- Tegan Moss - Tiffany Monaco
- Brandon Jay McLaren - Brandon Booker
- Jason Bryden - Rick Beverley
- Karen Holness - Lisa Dolittle
- Judge Reinhold - Network Executive
- Sebastian Spence - Chad Cassidy
- Elizabeth Thai - Reporter
- Frank Cassini - Firefighter
- Sarah Deakins - Vet
- Mark Hillson - Biker
- Doron Bell - Ridiculuz
- Curtis Caravaggio - Chase
- Matthew Harrison - Paul Furhooven

### Roluri de voce
- Norm Macdonald - câinele Lucky[4]
- Jaime Ray Newman - Emmy
- Phil Proctor - Monkey/Snake
- Greg Ellis - Dave the Dove
- Fred Stoller - Fluffernufferman
- Pauly Shore - Cat
- Jeff Bennett - Princess / Rocco / Frog / Horse
- Vicki Lewis - Chubster
- Stephen Root - Turtle
- Greg Proops - Puppy